# 曼徹斯特 (南達科他州)
曼徹斯特（英語：Manchester）是一個位於美國南達科他州金斯伯里縣的未建制社区，这座小城镇在2003年6月24日被一個F4級龍捲風完全摧毀，成為一個鬼城。

## 历史
和南达科他州很多其它城市一样，这座城镇也是为了服务芝加哥和西北铁路而建立的。目的是帮助运输经过这里的粮食。曼徹斯特于1881年6月29日随着邮局的建立而成立。由于铁路运输的帮助，这个小镇得以快速发展，人口增加。同时也建立了餐厅、银行、加油站、教堂、高中、旅馆等城市设施。
但进入20世纪，随着铁路重要度下降，城镇的发展也逐渐受阻，居民逐渐迁出。随着经济大萧条的开始，大多数居民被迫搬离以谋生。当铁路线于1986年宣布停止运营后，城镇规模迅速萎缩。截止到2003年，该镇只有十多栋建筑仍在使用。

## 摧毁

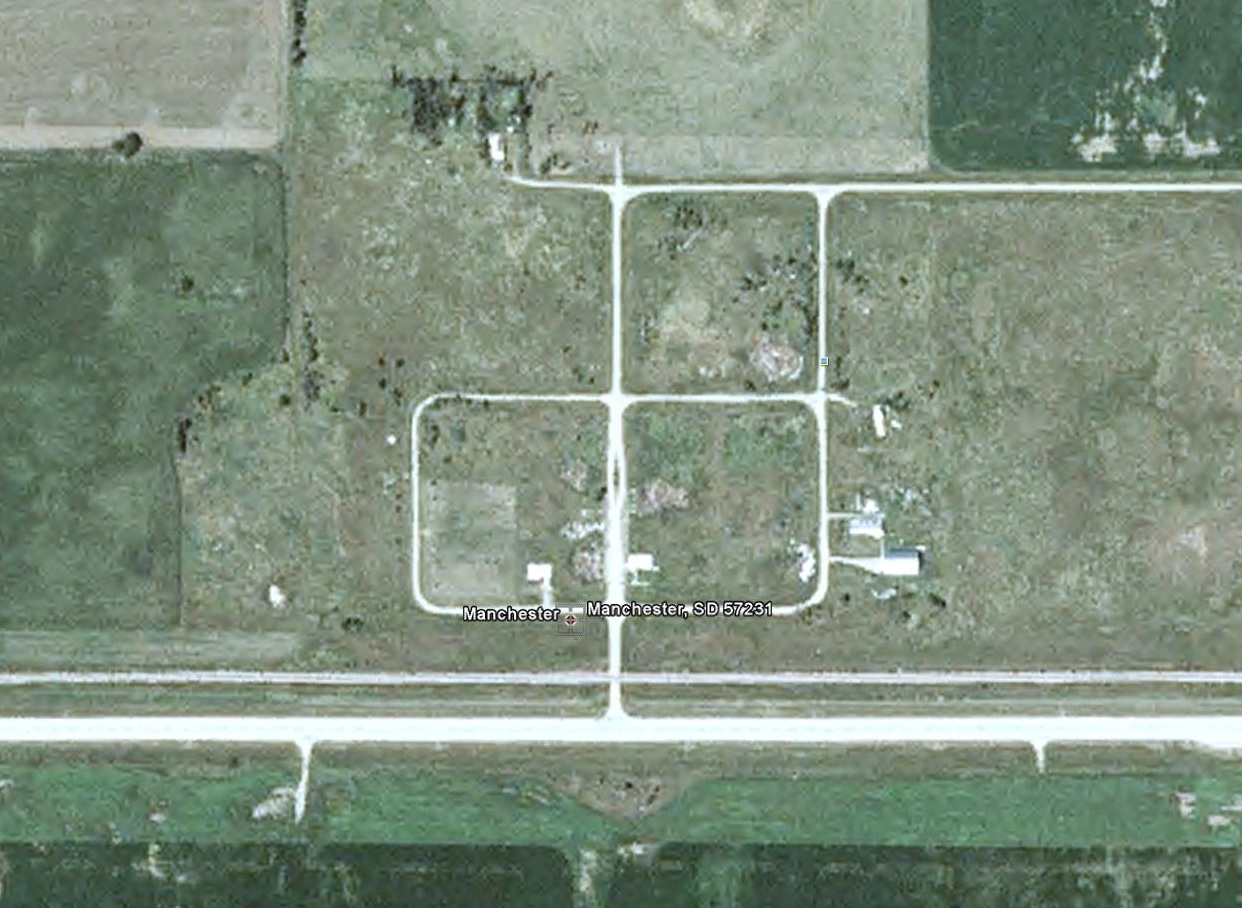
2004年，当地只剩下一片残骸。

2003年6月24日，一个典型的龙卷风暴开始席卷南达科他州东部。一个龙卷风迅猛增大，并成为了楔型龙卷风。当它冲入曼徹斯特镇时，已经成长为一个F4级别的重型龙卷风，其宽度超过一英里。
龙卷风的最大风速达到了每小时418公里。它从城镇的南部直接切入，使得这个小而密的小镇遭受直接且致命的毁坏。龙卷风正面席卷了所有的房屋，摧毁了一切旧式而不结实的建筑。当时共有三至四户家庭住在那里，有一些居民受伤被送到医院。
事后调查证明，这座小镇刚好在龙卷风的路径上，因此被完全摧毁。

## 现况
到了2010年，当地已经被彻底废弃。城镇的原址上只剩下了被拆除的房屋残迹。那里的树木、房屋等都被夷为平地，剩下了大片的空地和废弃的土路。当地没有重建的计划，这意味着此地正式成为了因自然灾害而毁灭的鬼镇。
2007年6月25日，人们在鬼镇的原址竖立了一个纪念碑以缅怀过去的历史和曾经的居民。